# Phil Johnston
Phil Johnston (Contea di Hennepin, 26 ottobre 1971) è uno sceneggiatore e regista statunitense, noto per il suo lavoro alla Walt Disney Animation Studios come cosceneggiatore di Ralph Spaccatutto (2012), Zootropolis (2016) e Ralph spacca Internet (2018); di quest'ultimo è anche coregista.

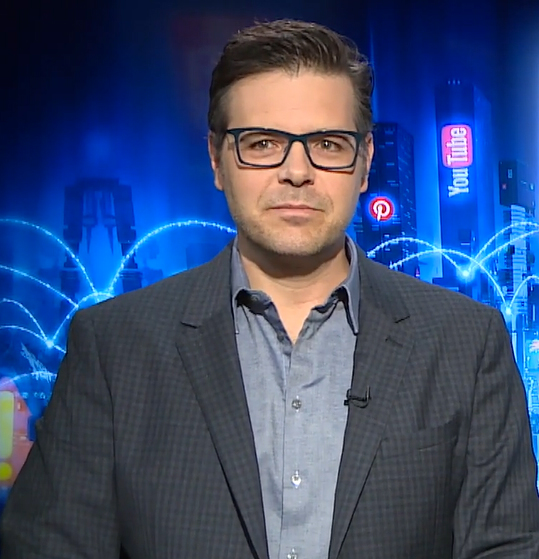
Phil Johnston nel 2018.

Prima dell'attività cinematografica Johnston era un reporter della KETV (affiliata della ABC) a Omaha.

## Filmografia
Quando non indicato diversamente, i film si intendono girati dallo stesso Johnston
- A Thousand Words – cortometraggio (2004)
- Flightless Birds – cortometraggio (2005)
- Ghosts/Aliens, regia di Michael Patrick Jann – film TV (2010)
- Benvenuti a Cedar Rapids (Cedar Rapids), regia di Miguel Arteta (2011)
- Ralph Spaccatutto (Wreck-It Ralph), regia di Rich Moore (2012)
- Natale con i tuoi (A Merry Friggin' Christmas), regia di Tristram Shapeero (2014)
- Zootropolis (Zootopia), regia di Byron Howard e Rich Moore (2016)
- Grimsby - Attenti a quell'altro (Grimsby), regia di Louis Leterrier (2016)
- Ralph spacca Internet (Ralph Breaks the Internet), coregia di Rich Moore (2018)